# مراگلو
مراگلو، روستایی است از توابع بخش مرکزی شهرستان مرودشت در استان فارس ایران. از شهر مرودشت ۸ کیلومتر فاصله دارد.
زبان مادری مردم روستا ترکی می‌باشد با زبان دوم فارسی دارد
مراگلو را مارال گلدی نیز می‌نامند.

## جمعیت
این روستا در دهستان رامجرد قرار داشته و براساس آخرین سرشماری مرکز آمار ایران که در سال ۱۳۸۵ صورت گرفته، جمعیت آن ۳۰۰۰ نفر (خانوار) بوده‌است.